# HMS Velox (1902)
HMS Velox − brytyjski eksperymentalny niszczyciel (w oryginalnej nomenklaturze torpedo-boat destroyer) zbudowany w latach 1901−1904 w stoczni Hawthorn Leslie & Co. w Newcastle upon Tyne na zamówienie Royal Navy, jeden z pierwszych na świecie okrętów napędzanych turbinami parowymi. Wziął udział w działaniach I wojny światowej, został zniszczony po wejściu na minę 25 października 1915 roku.

## Projektowanie i budowa
Wkrótce po wprowadzeniu do służby w Royal Navy pierwszych eksperymentalnych niszczycieli z napędem turbinowym: „Viper” i „Cobra”, Admiralicja zdecydowała się zamówić kolejny, zbliżony okręt, przeznaczony do dalszych badań właściwości nowego napędu. Podobnie jak w przypadku „Vipera”, zamówienie złożono w Parsons Marine Steam Co., firmie konstruktora pierwszych turbin parowych, Charlesa Parsonsa, która zleciła budowę okrętu stoczni Hawthorn Leslie & Co. w Newcastle upon Tyne. Początkowo nowy niszczyciel miał nosić nazwę „Python”, ale po wypadkach obydwu, również noszących nazwy pochodzące od węży, wcześniejszych okrętów, postanowiono zmienić ją na „Velox”. Nazwa ta została użyta po raz pierwszy w historii Royal Navy.
Krótka służba poprzedników pozwoliła jednak zebrać pewne doświadczenia dotyczące instalowania turbin parowych na okrętach wojennych. Do podstawowych zalet należały: łatwość uzyskiwania dużych prędkości, niskie wibracje i małe rozmiary maszyn; zaś do wad ich nieekonomiczność przy prędkościach marszowych oraz niemożność zastosowania turbin do biegu wstecznego. Na „Veloxie” postanowiono zaradzić temu przez instalację obok turbin parowych dwóch maszyn parowych potrójnego rozprężania, napędzających wewnętrzne wały napędowe. Miały one pracować podczas pływania z niskimi prędkościami i do tyłu. Rozwiązanie to okazało się chybione: ekonomiczność niszczyciela nie poprawiła się zarówno w zakresie wysokich jak i niskich prędkości.
Stępkę pod budowę okrętu położono w stoczni Hawthorn Leslie & Co. 10 kwietnia 1901 roku, wodowanie, już pod zmienioną nazwą, odbyło się 11 lutego 1902 roku, a w pełni ukończony niszczyciel wszedł do służby w lutym 1904 roku.

## Opis konstrukcji
Konstrukcja kadłuba „Veloxa” bazowała na budowanych równolegle niszczycielach napędzanych maszynami parowymi, określanymi od 1913 roku zbiorczą nazwą typu C. Jego długość całkowita wynosiła 68,15 m (65,15 m między pionami), szerokość 6,28 m, zaś zanurzenie przy wyporności pełnej równej 490 ts – 2,61 m. Główną różnicę stanowił napęd, składający się z czterech turbin parowych o łącznej mocy 8000 shp, napędzających bezpośrednio cztery wały napędowe. Na każdym z nich znajdowały się po dwie śruby o małej średnicy. Parę do turbin dostarczały cztery kotły wodnorurkowe typu Yarrow z wymuszonym obiegiem wody. Spaliny z kotłowni odprowadzane były przez trzy kominy, z których środkowy miał większą średnicę. Wały wewnętrzne były dodatkowo napędzane przez dwie maszyny parowe potrójnego rozprężania o mocy 150 ihp każda. Były one używane przy prędkości nie przekraczającej 13 węzłów, powyżej tej wartości były odstawiane i napęd przejmowały turbiny parowe. Taki układ siłowni zapewniał jednostce stałą prędkość 27 węzłów i chwilową przekraczającą 30 węzłów, na próbach osiągnięto 33,64 węzła.
Uzbrojenie niszczyciela składało się z jednej armaty 12-funtowej (kal. 76 mm), umieszczonej na wzniesionym stanowisku na dziobie, pięciu armat 6-funtowych Hotchkiss (kal. 57 mm) oraz dwóch wyrzutni torpedowych kalibru 450 mm (18 cali). Według projektu załoga miała wynosić 63 oficerów, podoficerów i marynarzy.

## Przebieg służby
„Velox” posłużył do przeprowadzania dalszych eksperymentów z nowym rodzajem napędu. Po stwierdzeniu nieekonomiczności układu z maszynami parowymi stosowanymi przy małych prędkościach, w 1906 roku zainstalowano na nim dwie turbiny marszowe małej mocy. Pomimo stwierdzonych wad pozostał w służbie aż do wybuchu I wojny światowej. 25 października 1915 roku wszedł na minę we wschodnim wejściu do Solent i jako nie nadający się do remontu został złomowany. Załoga nie poniosła strat.